# Библиотека Анны Амалии
Библиотека Анны Амалии (также Библиотека герцогини Анны Амалии; нем. Herzogin-Anna-Amalia-Bibliothek, HAAB) — публичная исследовательская библиотека, расположенная в городе Веймар (Тюрингия). Была основана в 1691 году герцогом Вильгельмом Эрнстом Саксен-Веймарским как «Герцогская библиотека» (нем. Herzogliche Bibliothek); в 1991 году, по случаю 300-летнего юбилея, была переименована в честь герцогини Анны Амалии Брауншвейгской. Библиотека известна своим овальным залом в стиле рококо, занимающим три этажа; специализируется на изучении истории литературы и культуры, прежде всего — немецкой литературе от эпохи Просвещения до позднего романтизма. С 1998 года библиотека входит в список Всемирного наследия ЮНЕСКО в составе ансамбля «Классический Веймар».

## Собрание
В библиотеке представлено самое большое в мире собрание по теме «Фауст» — более 20 тыс. томов. В собрании хранятся также такие библиографические редкости, как инкунабулы; Библия Мартина Лютера, называемая «Библией Луффта»; рукопись «Библии для бедных» XV века, богато иллюстрированной сценами из Ветхого Завета, с параллельными текстами на латинском и немецком языках. В библиотеке хранятся такие раритеты, как «Саксонское зерцало», «Саксонская хроника» Германа Боте; «Нюрнбергская хроника» (1493) Хартмана Шеделя. Библиотека является также хранилищем старинных географических карт, глобусов и атласов, включая «Испанкие карты мира» (1527—1529), созданные Диего Риберо. Ценным произведением является рукописная Ваймарская книга инженерии, искусства и чудес (XVI век), содержащая рисунки и чертежи «чудес техники» того времени.

## История

### Создание. Ранние годы
Здание построено в 1554 году. Изначально служило дворцом для герцогини Анны Амалии Брауншвейгской. Архитектором выступил знаменитый немецкий зодчий эпохи Возрождения Николаус Громанн.
Библиотека Анны Амалии была основана в 1691 году как «Герцогская библиотека», поскольку герцог Вильгельмом Эрнстом Саксен-Веймарским сделал часть своей книжной коллекции, 1400 книг, доступными для широкой публики. В 1706 году Вильгельм Эрнст назначил профессора Виттенбергского университета Конрада Самуэля Шурцфляйша (Konrad Samuel Schurzfleisch) первым директором библиотеки. В последующие тридцать лет число книг в собрании выросло до 11 000 штук. В 1711 году географ Иоганн Готфрид Грегорий (Мелиссантес, Johann Gottfried Gregorii) отметил библиотеку как «сокровище города Веймар» в своем региональном путеводителе по Тюрингии.
До 1766 года библиотека размещалась в городском дворце «Weimarer Stadtschloss» (Residenzschloss) — затем она переехала во дворец «Grünes Schloss», который был построен как жилое здание для герцога Иоганна Вильгельма после его брака с графиней Доротеей Сусанной Пфальцской. Здание было возведено в период между 1562 и 1569 годами по проекту придворного архитектора Николауса Громана (Nikolaus Gromann).
С 1804 года в библиотеке Анны Амалии работал выдающийся немецкий учёный Карл Людвиг Фернов. Он сделал значительный вклад в фонды библиотеки: около 2000 итальянских книг, которые он привез в Веймар из Рима. 
В 1991 году библиотека была переименована в честь Анны Амалии (1739—1807), герцогини Саксонской-Веймар-Эйзенахской, поскольку переезд в собственное здание состоялся во время её правления. В 1775 году сын Анны Амалии, великий герцог Карл Август, стал правителем региона и ещё больше расширил библиотеку.
В 1797 году великий герцог Карл Август поручил Иоганну Вольфгангу фон Гёте и его коллеге Кристиану Готтлобу фон Фойгту (Christian Gottlob von Voigt, 1743—1819) руководить библиотекой. Гёте оставался на посту главного библиотекаря в течение 35 лет, до своей смерти в 1832 году; за это время книжное собрание увеличилось вдвое и стало составлять 80 000 томов. В период между 1821 и 1825 годами, под руководством архитектора Клеменса Венцеслауса Кудре (Clemens Wenzeslaus Coudray), соседнее здание «Turmbau» было преобразовано в библиотечное помещение и увеличено на один этаж. В 1849 году, к 100-летию со дня рождения Гёте, здание приобрело современные размеры — благодаря пристройке на севере, также добавленной по проекту Кудре.

### В XX веке. Пожар
С 1998 года Библиотека герцогини Анны Амалии входит в ансамбль «Классический Веймар», состоящий из 11 элементов и внесенный в Список всемирного наследия ЮНЕСКО. В 2003 году в Веймаре было образовано общество «Gesellschaft Anna Amalia Bibliothek» (GAAB). В мае 2002 года начались работы по расширению библиотечного центра Веймара за счёт двух новых подземных хранилищ на 1,4 миллиона книг. Проект стоимостью в 23 миллиона евро был завершен в феврале 2005 года.
Вечером 2 сентября 2004 года в кровельной конструкции главного корпуса библиотеки произошел пожар, который смогла остановить противопожарная система на втором этаже зала в стиле рококо. Согласно заключительному отчету Федерального ведомства криминальной полиции, причина возгорания не могла быть установлена достоверно; по данным прокуратуры Эрфурта, источником пожара, вероятно, стал неисправный электрический кабель. Во время пожара 50 000 книг и 35 картин, созданных в XVI—XVIII веках, были полностью утеряны; ещё около 62 000 томов были частично повреждены огнём и водой. Формальный материальный ущерб, согласно бухгалтерскому отчёту, был оценён в 67 миллионов евро. В числе наиболее пострадавших элементов коллекции была герцогское музыкальное собрание и другая литература из исторических фондов: прежде всего, рукописи и гравюры.
Повреждённые книги были доставлены в Лейпциг, где они были отсортированы «по классу повреждений» и восстановлены к 2015 году. Реставрация здания завершилась летом 2007 года: оно было повторно открыто 24 октября в присутствии президента Германии Хорста Кёлера. Затраты на реконструкцию здания составили 12,8 миллиона евро. В библиотеке сохранились микрофильмы многих утраченных работ. Результаты пожара стали предметом выставки «Es nimmt der Augenblick, was Jahre geben — vom Wiederaufbau der Büchersammlung der Herzogin Anna Amalia Bibliothek», которая проходила с 25 октября по 18 ноября 2007 года в зале эпохи Возрождения библиотеки.